# Loud as F@*k
| Recensione | Giudizio |
| ---------- | -------- |
| AllMusic   |          |

Loud as F@*k è un greatest hits dei Mötley Crüe pubblicato nel 2004 dalla Motley Records, etichetta discografica di proprietà del gruppo. L'album è composto da due CD con una selezione di brani del gruppo e da un DVD con dieci video musicali.

## Tracce

### CD 1
1. Wild Side – 4:40
2. Too Fast for Love – 4:11
3. Shout at the Devil – 3:16
4. A Rat Like Me – 4:13
5. Primal Scream – 4:46
6. Let Us Prey – 4:22
7. Dancing on Glass – 4:18
8. Bitter Pill – 4:27
9. Dr. Feelgood – 4:50
10. You're All I Need – 4:43
11. Piece of Your Action – 4:40
12. Red Hot – 3:21
13. Find Myself – 2:51
14. Hell On High Heels – 4:15
15. Tonight (We Need a Lover) – 3:37
16. Poison Apples – 3:40
17. Don't Go Away Mad (Just Go Away) – 4:40
18. Starry Eyes – 4:30
19. Danger – 3:51

### CD 2
1. Kickstart My Heart – 4:48
2. Looks That Kill – 4:07
3. Louder Than Hell – 2:32
4. Take Me to the Top – 3:46
5. Girls, Girls, Girls – 4:30
6. Afraid – 4:07
7. Hooligan's Holiday – 5:51
8. Knock 'Em Dead, Kid – 3:40
9. Slice of Your Pie – 4:32
10. Merry-Go-Round – 3:27
11. All in the Name Of... – 3:39
12. Too Young to Fall in Love – 3:34
13. Glitter – 5:00
14. Smokin' in the Boys Room – 3:27
15. Punched in the Teeth by Love – 3:32
16. Beauty – 3:47
17. Live Wire – 3:16
18. Same Ol' Situation (S.O.S.) – 4:12
19. Home Sweet Home – 3:59

### DVD
1. Live Wire
2. Looks That Kill
3. Home Sweet Home
4. Wild Side
5. Girls, Girls, Girls
6. Dr. Feelgood
7. Same Ol' Situation (S.O.S.)
8. Primal Scream
9. Hooligan's Holiday
10. Hell On High Heels

## Formazione
- Vince Neil - voce
- Mick Mars - chitarra
- Nikki Sixx - basso
- Tommy Lee - batteria